# Bitter Lick
Bitter Lick az Amerikai Egyesült Államok északnyugati részén, Oregon állam Jackson megyéjében, a Lost Creek-víztározó közelében elhelyezkedő önkormányzat nélküli település.
Nevét egy jellegzetes ízű forrásvízről kapta.

## Fordítás
- Ez a szócikk részben vagy egészben  a   Bitter Lick, Oregon című angol Wikipédia-szócikk ezen változatának fordításán alapul.  Az eredeti cikk szerkesztőit annak laptörténete sorolja fel. Ez a jelzés csupán a megfogalmazás eredetét és a szerzői jogokat jelzi, nem szolgál a cikkben szereplő információk forrásmegjelöléseként.